# Kathleen Conlan
Kathleen Elizabeth Conlan (Ottawa, Canadá, 30 de junio de 1950) es una  bióloga marina canadiense especializada en la biología marina antártica. Fue nombrada una de las más grandes exploradoras de Canadá por  Canadian Geographic.

## Primeros años y educación
Conlan nació el 30 de junio de 1950 en Ottawa, Ontario. Completó su licenciatura en la Universidad de Queen's en 1972 antes de realizar una maestría de la Universidad de Victoria en 1977. Conlan completó su doctorado en la Universidad de Carleton en 1988. El título de su tesis doctoral fue «Sistemática y dimorfismo sexual: reclasificación del anfípodo crustáceo género Jassa (Corophioidea: Ischyroceridae)».
La inspiración para que ella estudiara tanto el Ártico como el Antártico provino de un pionero biólogo marino antártico, el Dr. John Oliver, quien fue uno de los primeros buceadores en el Antártico. Conlan conoció a Oliver a través de un colega y fue invitado a formar parte de su equipo de investigación antártica en 1991. A cambio, Conlan invitó a su equipo de investigación a comenzar estudios en el Ártico canadiense. Como resultado, ella todavía está estudiando procesos ecológicos tanto en el Ártico como en la Antártica, 25 años después de que comenzaran la investigación polar.

## Carrera e impacto
Conlan es actualmente «Investigadora Científica» en el Museo Canadiense de la Naturaleza. Su investigación se centra en las comunidades de vida marina en el fondo marino de la Antártida y el Ártico y en los impactos de los cambios naturales o antropogénicos. La investigación de Conlan ha tenido un impacto significativo. Su estudio de los cambios  bentónicos a largo plazo cerca de la Base McMurdo ayudó a cambiar los procedimientos del Programa Antártico de los Estados Unidos para la descarga de aguas residuales en la Antártida. También descubrió que el iceberg B-15 (el iceberg registrado más grande del mundo) en la Antártida podría impactar la vida bentónica a lo largo de más de 100 km ya que bloqueaba el acceso a su principal fuente de alimento, el florecimiento anual de plancton. Este es un efecto de gran alcance que no había sido documentado previamente.
Conlan participa activamente en el Comité Científico para la Investigación en la Antártida (SCAR). Es representante canadiense en el Grupo Científico Permanente de Ciencias de la Vida (SSG-LS) del SCAR y se ha desempeñado el cargo de directora general del SSG-LS de 2008 a 2012 y Secretaria desde 2004 a 2008. Conlan está actualmente en el comité de selección del prestigioso Premio Tinker-Muse de Ciencia y Política en la Antártida.
Conlan es miembro desde hace mucho tiempo del Comité Canadiense de Investigación Antártica (1998-presente), que proporciona asesoramiento y orientación sobre cuestiones relativas a la investigación antártica y sirve de enlace entre el SCAR y la comunidad canadiense de investigación polar. Fue Jefa de Sección del Programa de Ciencias de la Vida y Zoología en el Museo Canadiense de la Naturaleza (2006-2016) y profesora Adjunta en la Universidad de Carleton (2004-2013).
El impacto de Conlan se ha extendido más allá de la investigación. Ha sido mentora de más de 50 estudiantes y ha dado casi 50 entrevistas a los medios de comunicación sobre la Antártida y más de 100 charlas populares. Ha sido presentada en cuatro exposiciones polares para museos en Canadá y Estados Unidos. Ha escrito más de 20 artículos científicos sobre la Antártida y sus fotografías submarinas ayudan a los recién llegados a identificar la vida marina antártica. Fue educadora en los viajes inaugurales (2000-2001) del programa internacional Students on Ice para educar a los jóvenes sobre la importancia de las regiones polares.

## Premios y honores
Conlan fue nombrada como una de las mejores exploradoras de Canadá en 2015 por Canadian Geographic por sus investigaciones polares, que incluyeron 20 expediciones, 11 de ellas a la Antártida. También ha recibido el Premio al Libro Infantil de Ciencia en la Sociedad por "Bajo el Hielo" un libro para jóvenes con sus experiencias de investigación en el Ártico y la Antártida.
Conlan recibió una Medalla por Servicio Antártico (1992) del Departamento de la Marina de los Estados Unidos y la Fundación Nacional de Ciencia. También es tres veces ganadora de la R. W. Premio Brock al mejor trabajo de investigación del Museo Canadiense de la Naturaleza (1998, 2003 y 2006)..

## Obras seleccionadas
- Barnes, David K. A.; Conlan, Kathleen E. (29 de enero de 2007). «Disturbance, colonization and development of Antarctic benthic communities». Philosophical Transactions of the Royal Society of London B: Biological Sciences (en inglés) 362 (1477): 11-38. ISSN 0962-8436. PMC 3227166. PMID 17405206. doi:10.1098/rstb.2006.1951.
- Kim, Stacy L.; Thurber, Andrew; Hammerstrom, Kamille; Conlan, Kathleen (3 de agosto de 2007). «Seastar response to organic enrichment in an oligotrophic polar habitat». Journal of Experimental Marine Biology and Ecology 346 (1–2): 66-75. doi:10.1016/j.jembe.2007.03.004.
- Conlan, Kathleen E. (1 de octubre de 1991). «Precopulatory mating behavior and sexual dimorphism in the amphipod Crustacea». Hydrobiologia (en inglés) 223 (1): 255-282. ISSN 0018-8158. doi:10.1007/BF00047644.
- Conlan, Kathleen E.; Currie, David R.; Dittmann, Sabine; Sorokin, Shirley J.; Hendrycks, Ed (30 de noviembre de 2015). «Macrofaunal Patterns in and around du Couedic and Bonney Submarine Canyons, South Australia». PLOS ONE 10 (11): e0143921. Bibcode:2015PLoSO..1043921C. ISSN 1932-6203. PMC 4664417. PMID 26618354. doi:10.1371/journal.pone.0143921.